# Hoogbouwmagazijn

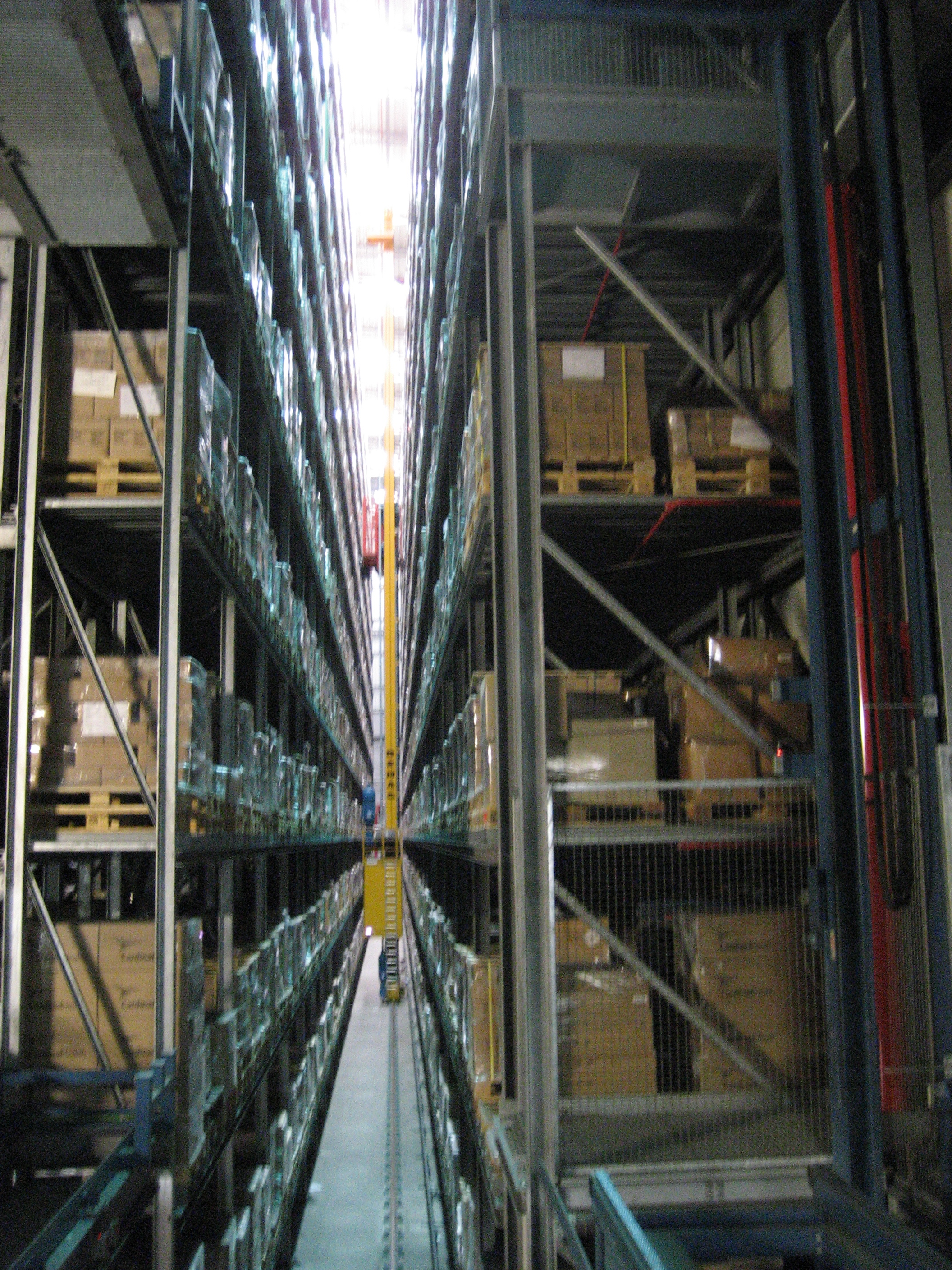
Gang in een hoogbouwmagazijn

Een hoogbouwmagazijn is een industrieel magazijn waarin goederen kunnen worden opgeslagen in grotere hoeveelheden door het gebruik van hoge stellingen. Vaak wordt gebruikgemaakt van stellingen waarop pallets kunnen worden geplaatst; soms worden stellingen ook ingedeeld als schappen waardoor losse producten kunnen worden opgeslagen. 
Doordat goederen kunnen worden opgeslagen tot een hoogte van circa 30 meter, bespaart een onderneming oppervlakte door het gebruik van een hoogbouwmagazijn. In een hoogbouwmagazijn wordt bovendien vaak gebruikgemaakt van het zogenaamde Very Narrow Aisle (VNA)-systeem, wat inhoudt dat de gangpaden tussen de stellingen smaller zijn dan gebruikelijk. Een combinatie van deze twee factoren kan kostenbesparend zijn in het geval van bijvoorbeeld een hoge grondprijs.
De in- en uitslag gebeurt in een hoogbouwmagazijn door middel van een orderverzamelaar of een reachtruck. Wanneer gekozen wordt voor het gebruik van orderverzamelaars, wordt hiervoor meestal een hoogbouwtruck gebruikt.
Om zonder menselijke tussenkomst producten in en uit een hoogbouwmagazijn te transporteren kan ook gebruik worden gemaakt van een AS/RS (Automatic Storage & Retrieval System).